# تپه بابان یاور ۲
تپه بابان یاور ۲ مربوط به دوره نوسنگی - مس وسنگ است و در شهرستان کرمانشاه، بخش کوزران، دهستان سنجابی، روستای بابان یاور واقع شده و این اثر در تاریخ ۲۷ اسفند ۱۳۸۶ با شمارهٔ ثبت ۲۲۴۳۴ به‌عنوان یکی از آثار ملی ایران به ثبت رسیده‌است.